# Stegelytrinae
Stegelytrinae  (лат.) — подсемейство прыгающих насекомых из семейства цикадок (Cicadellidae). Юго-восточная Азия и Западная Палеарктика: южная Европа, Северная Африка и Ближний Восток. Крупного размера цикадки светло-коричневого цвета. Макросетальная формула задних бёдер равна 2+2+1. Жилкование передних крыльев сетчатое. Обладают сходством с Coelidiinae и Deltocephalinae. Встречаются на деревьях (Quercus) и кустарниках; аридные биотопы. Иногда рассматривается как триба Stegelytrini в составе подсемейства Deltocephalinae, принимаемого в широком объеме. 29 родов.
Роды: Aculescutellaris — Cyrta — Daochia — Doda — Honguchia — Kunasia — Louangana — Minucella — Neophansia — Paracyrta — Paradoxivena — Paraplacidellus — Paratoba — Pataniolidia — Placidellus — Platyvalvata — Pseudododa — Quiontugia — Shangonia — Stenolora — Sychentia — Temburocera — Toba — Trunchinus — Wadkufia — Wyuchiva — Yaontogonia